# Вільшаниця (Ліський повіт)
Вільшаниця (пол. Olszanica) — лемківське село в Польщі, у гміні Вільшаниця Ліського повіту Підкарпатського воєводства.
Населення — 1247 осіб (2011).

## Розташування
Розташоване в пасмі гір Західних Бескидів, недалеко від кордону зі Словаччиною та Україною. Знаходиться на перетині етнічних українських територій Лемківщини і Бойківщини.
Село знаходиться в долині потоків Ваньківка і Старий Потік, які дають початок річці Вільшанці, правого притоку Сяну. Через місцевість проходить крайова дорога 84 і залізниця 108 з перестанком.

## Походження назви
Назва села має топографічне походження, від слів «вільха», «вільшина» і означає терен, який поріс вільшинами.

## Історія

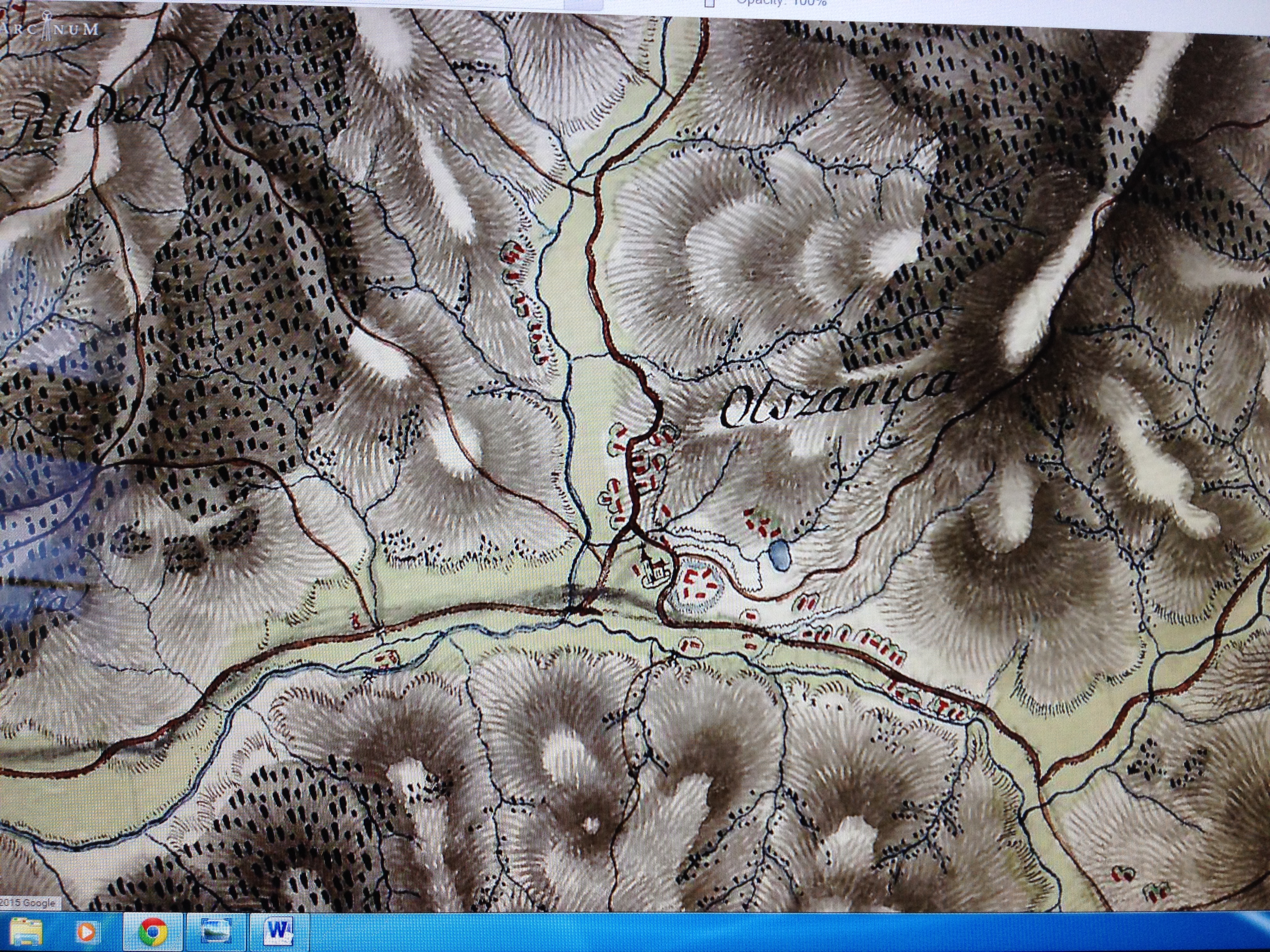
фрагмент карти 1779 року — Вільшаниця

Імовірно, що поселення було засноване за часів Київської Русі на руському праві.
В 1376 році Вільшаниця, як і Мишківці приватне село власника Олеськи (Олешо).  Входило до Перемишльської землі Руське воєводства. Згадується в 1436 році, як власність Кмітів на волоському праві. Згадується також в документах 1441 і 1443 року — Кміті тут мали маєток оборонний.
Згодом власниками Вільшаниці були Тарлові гербу Топор, Мнішеві, Йорданові.
На поч. XVII ст. в селі існував мурований замок.
У 1772-1918 рр. село було у складі Австро-Угорської монархії, у провінції Королівство Галичини та Володимирії. Після будівництва залізниці зі станцією в селі в 1872 р. розпочався інтенсивний приплив поляків. У 1888 році було 975 мешканців, з них 672 греко-католики, 254 римо-католики і 49 юдеїв.
У 1919-1939 рр. — у складі Польщі. Село належало до Ліського повіту Львівського воєводства, у 1934-1939 рр. входило до складу ґміни Вільшаниця.
На 01.01.1939 в селі було 1750 жителів, з них 950 українців-грекокатоликів, 410 українців-римокатоликів, 310 поляків і 80 євреїв.
З вересня 1939 до червня 1941 — під радянською окупацією, Ліськівський район Дрогобицької області. З червня 1941 до серпня 1944 — під німецькою окупацією в Сяніцькому ландкрайсі (окрузі), за три роки окупації винищили євреїв. У серпні 1944 року радянські війська знову заволоділи селом. В березні 1945 року, у рамках підготовки до підписання Радянсько-польського договору про державний кордон зі складу Дрогобицької області село було передане до складу Польщі, а українське населення піддане етноциду. Частина насильно виселена на територію СРСР в 1945-1946 рр., а 562 українці, яким вдалось уникнути виселення, в 1947 році під час Операції Вісла були вбиті, ув'язнені або депортовані на понімецькі землі, а на їх місце поселені поляки.
У 1975-1998 роках село належало до Кросненського воєводства.

## Демографія
Демографічна структура станом на 31 березня 2011 року:
|          | Загалом | Допрацездатний вік | Працездатний вік | Постпрацездатний вік |
| -------- | ------- | ------------------ | ---------------- | -------------------- |
| Чоловіки | 606     | 116                | 413              | 77                   |
| Жінки    | 641     | 116                | 372              | 153                  |
| Разом    | 1247    | 232                | 785              | 230                  |

## Церква Успіння ПреСвятої Богородиці
Перша згадка про церкву в селі Вільшаниця — в документі 1447 року, як парафіяльну. Ймовірно, на її місці в різні роки і століття були збудовані інші дерев'яні церкви, про які згадок не залишилось. Є відомості про церкву 1815 року будови — дерев'яна, філіальна, парафії в с. Стефкове Устрицького деканату. Згодом була побудована мурована церква в 1923 році по проекту Броніслава Віктора. Після 1947 року не діяла і стояла спустошена. Пізніше будівля церкви почала використовуватись, як костел (з 1967). В костелі зберігаються деякі речі, які належали українцям до виселення — скиния, гуцульської роботи; ікони 18-19 ст.; стародруки 17-18 ст. В інтер'єрі — три вівтаря 19 ст., які походять з церкви в с. Середниця. Дзвіниця мурована початку ХХ ст. Дзвони з 1630 і 1922 рр.
Церква стоїть поруч з палацово-парковим комплексом, який складається з палацу 1905 року, господарських будівель, флігеля і кузні, моста з другої половини XIX ст. Також збереглась капличка ХІХ ст.

## Відомі люди
- Болеслав Борсук (псевдо Ударник) (? - †07.05.1946) — районний провідник УПА, народився в с. Вільшаниця, загинув від рук польських комуністів біля с. Бережниця Вишня.
- Михайло Гаврилич (*1924 - †1947) - член УПА, вбитий польськими комуністами в таборі Явожно.